# تام بلومکویست
‌
تام لئونارد بلومکویست (به انگلیسی: Tom Leonard Blomqvist) (زاده ۳۰ نوامبر ۱۹۹۳، در کمبریج) یک راننده اتومبیل رانی اهل بریتانیا است. او در مسابقات قهرمانی خودروهای ورزشی ایمسا با تیم میر شانک ریسینگ شرکت می کند. بلومکویست همچنین در مسابقات جهانی استقامتی همراه با تیم یونایتد اتو اسپورت در کلاس لمانز پروتوتایپ ۲ رقابت می کند. بلومکویست در سال ۲۰۲۲ و ۲۰۲۳ برنده مسابقه ۲۴ ساعت دیتونا با میر شانک ریسینگ و در سال ۲۰۱۸ همراه با تیم موتوراسپورت بی ام و برنده مسابقه ۲۴ ساعته اسپا شد. او پسر استیگ بلومکویست، قهرمان سوئدی رالی جهان در سال ۱۹۸۴ است.

## نتایج مسابقات

### نتایج مسابقات ۲۴ ساعته دیتونا
| سال     | تیم                | هم تیمی                                   | خودرو               | کلاس     | دور | Pos. | Class Pos. |
| ------- | ------------------ | ----------------------------------------- | ------------------- | -------- | --- | ---- | ---------- |
| ۲۰۲۲    | میر شانک ریسینگ    | اولیور جارویس هلیو کاسترونوز سایمون پیجنو | آکورا ای‌ ار‌ اکس-۰۵  | دی پی آی | ۷۶۱ | اول  | اول        |
| ۲۰۲۳    | میر شانک ریسینگ    | کالین براون هلیو کاسترونوز سایمون پیجنو   | آکورا ای ار ایکس-۰۶ | جی تی پی | ۷۸۳ | اول  | اول        |
| ۲۰۲۴    | اکشن اکسپرس ریسینگ | پیپو درانی جک ایتکن                       | کادیلاک وی-سریز.آر  | جی تی پی | ۷۹۱ | دوم  | دوم        |
| Source: |                    |                                           |                     |          |     |      |            |

### ایندیاناپلیس ۵۰۰
| سال  | شاسی  | موتور | شروع | پایان | تیم             |
| ---- | ----- | ----- | ---- | ----- | --------------- |
| ۲۰۲۴ | دلارا | هوندا | ۲۵   | ۳۱    | میر شانک ریسینگ |